# 烏賀陽然冏
烏賀陽 然冏（うがや ねんげい、文政5年〈1822年〉 - 明治18年〈1885年〉）は、浄土宗の僧侶。

## 生涯
京都府綴喜郡普賢寺村の小橋平右衛門の三男として生まれる。天保3年（1832年）大龍寺の弟子として入寺し剃度を受け、天保10年（1839年）より増上寺にて4年間修学して宗戒両脈を相承する。天保14年（1843年）鞍馬口西光寺の法灯を嗣ぐ。弘化2年（1845年）知恩院より香衣被着許可を拝し、嘉永6年（1853年）高辻大宮西往寺に転住。文久2年（1862年）大龍寺第18世住職を継承する。
明治8年（1875年）平民苗字必称義務令により名字を「烏賀陽」と称したが、これは大龍寺の別尊・烏枢沙摩明王の「烏」と開山・源蓮社然譽清善の出生が備中国源賀陽氏であったことによるとされる。
然冏の長男烏賀陽然良は法学博士であり、京都帝国大学の名誉教授となった。
明治18年（1885年）4月29日示寂。